# Buenos Aires, Cauca
Buenos Aires là một khu tự quản thuộc tỉnh Cauca, Colombia. Thủ phủ của khu tự quản Buenos Aires đóng tại Buenos Aires Khu tự quản Buenos Aires có diện tích 433 ki lô mét vuông. Đến thời điểm ngày 28 tháng 5 năm 2005, khu tự quản Buenos Aires có dân số 14624 người.